# Ahmed Said (cầu thủ bóng đá)
Ahmed Said, với biệt danh 'Okka', là một cầu thủ bóng đá người Ai Cập hiện tại thi đấu ở vị trí trung vệ cho Smouha. Anh được triệu tập vào đội tuyển quốc gia Ai Cập tham dự Cúp Liên đoàn các châu lục 2009 dưới thời Hassan Shehata và thi đấu cả ba trận ở vòng một. Anh cũng thường xuyên được triệu tập dưới thời huấn luyện viên mới Bob Bradley, tuy nhiên lại ra sân không nhiều.